# Opis podróży (Wilhelm z Rubruk)
Opis podróży – dzieło kronikarskie Wilhelma z Rubruk. Stanowi ono zapis doświadczeń i obserwacji z podróży do Mongolii na dwór tamtejszego chana. Autor był  zakonnikiem, franciszkaninem i udał się do Azji w misji dyplomatycznej na polecenie papieża. Dzieło jest najobszerniejszym sporządzonym w średniowieczu opisem kultury mongolskiej, jaki zachował się do naszych czasów. Jest on wcześniejszy od relacji Marco Polo. Jest zarazem bardziej szczegółowy od przekazów Jana Carpiniego i Benedykta Polaka, zwłaszcza, gdy chodzi o kwestie związane z religią. Utwór przełożył na język polski Mikołaj Olszewski.
Utwór Wilhelma z Rubruk zawiera elementy fantastyczne, typowe dla średniowiecznych opowieści. Autor wspomina między innymi o psiogłowcach.